# Barumini
Barumini è un comune italiano di 1 098 abitanti della provincia del Medio Campidano, nella sub-regione storica della Marmilla.

## Storia
Il territorio fu abitato sin dal periodo nuragico, come testimoniato dall'importantissimo sito di Su Nuraxi.
Nel Medioevo Barumini appartenne al giudicato di Arborea e fece parte della curatoria della Marmilla, della quale fu capoluogo.
Dopo la battaglia di Sanluri (1409) passò sotto il dominio aragonese, entrando a far parte del Regno di Sardegna, e divenne un feudo, che nel 1541 fu poi incorporato nella baronia di Las Plassas, assegnato ad Azore Zapata. Nel 1839, con la soppressione del sistema feudale, il paese fu riscattato all'ultimo feudatario, Lorenzo Zapata Spiga Vivaldi marchese di Las Plassas, per diventare un comune amministrato da un sindaco e da un consiglio comunale.

### Simboli
Lo stemma e il gonfalone del comune di Barumini sono stati concessi con decreto del presidente della Repubblica del 13 novembre 2002.
Il gonfalone è un drappo di giallo con la bordatura di azzurro.

## Monumenti e luoghi d'interesse

### Architetture religiose

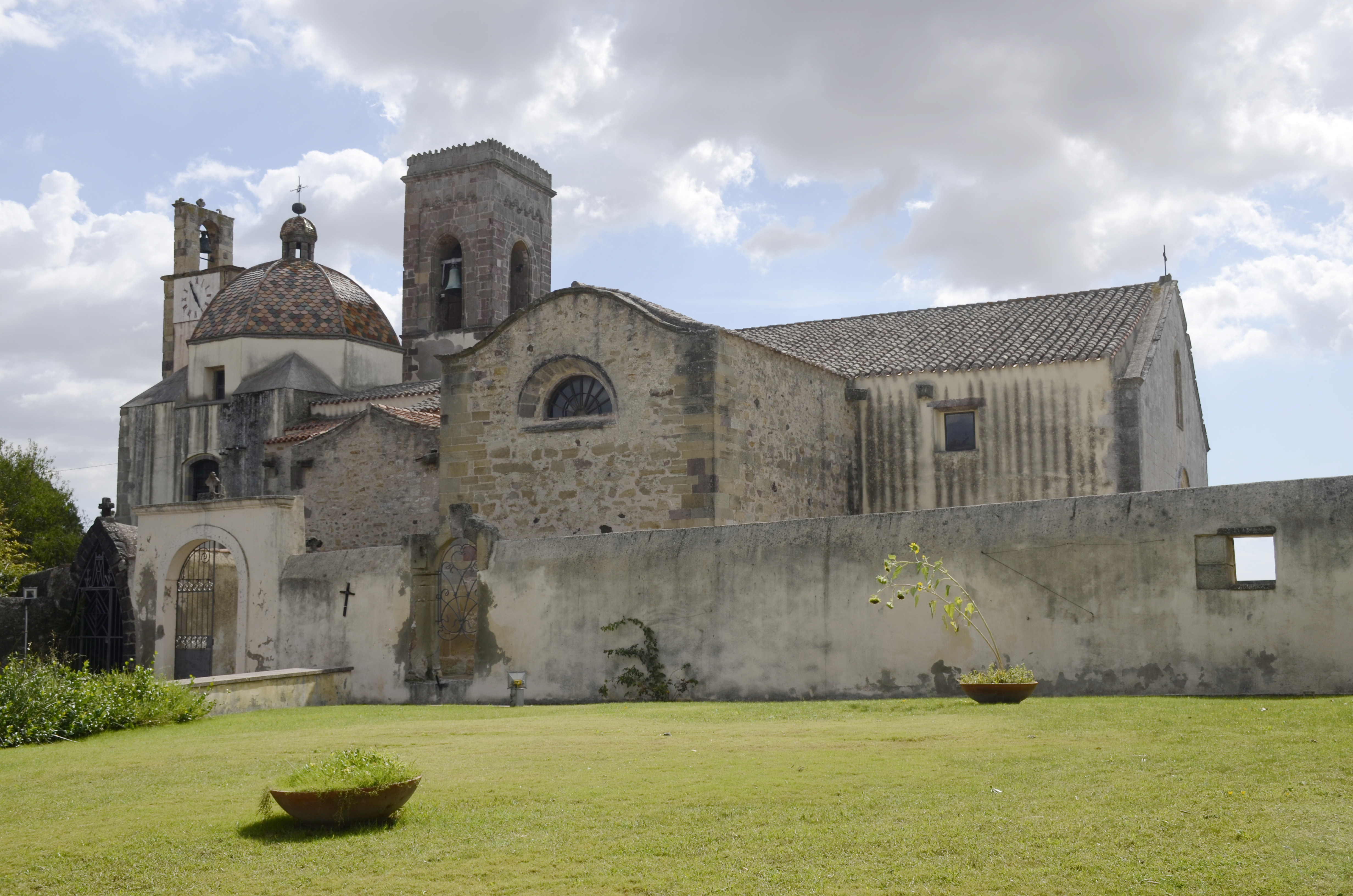
Parrocchia della Beata Vergine Immacolata

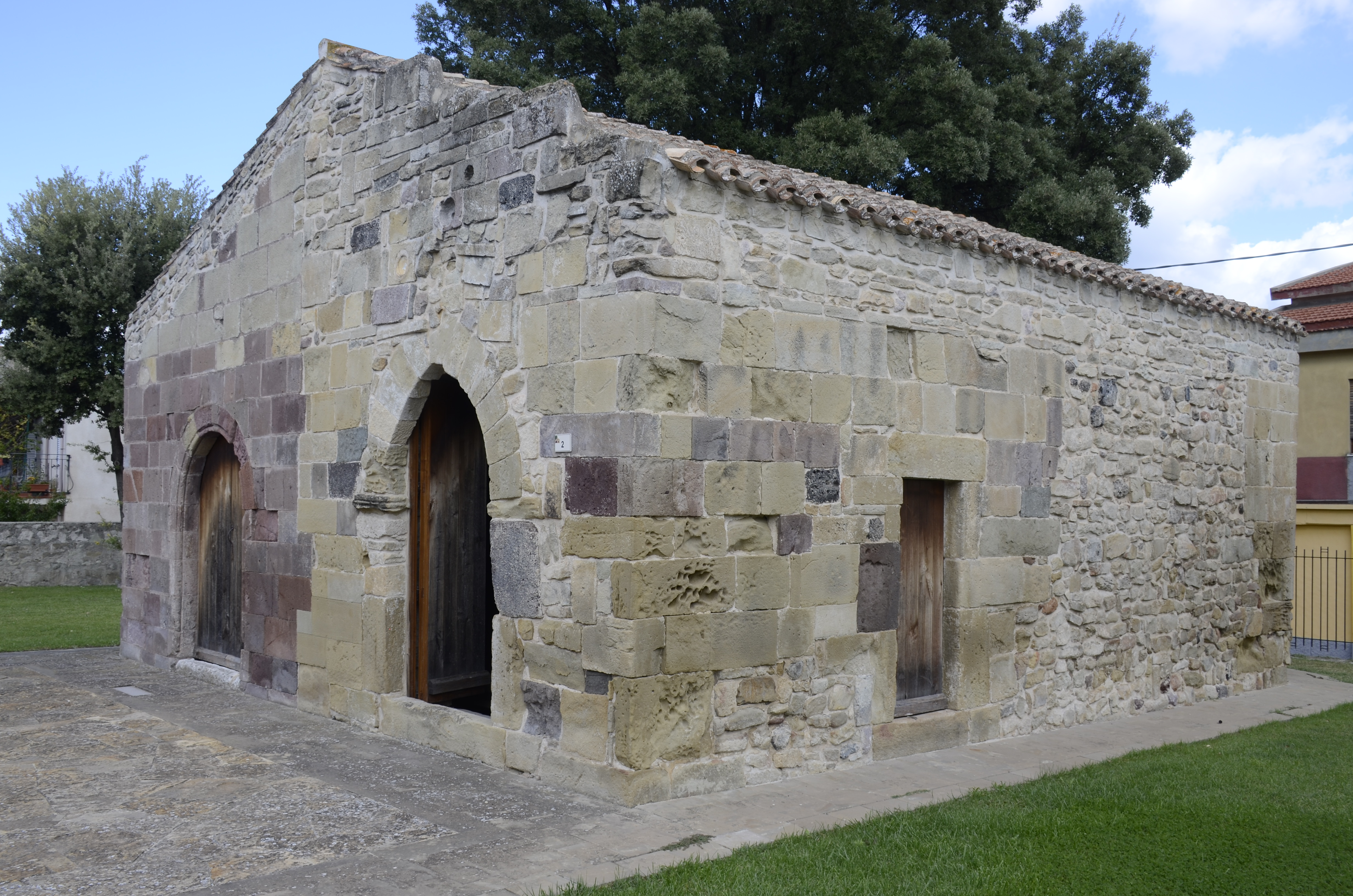
Chiesa di San Giovanni

L'intero territorio comunale riserva ulteriori motivi di interesse, a cominciare dalla presenze di rilevanti ed antiche chiese quali:
- la chiesa dell'Immacolata Concezione o della Beata Vergine Immacolata (XVI secolo), costruita in forme tardogotiche riconoscibili all'esterno nel campanile a canna quadrata e all'interno nel presbiterio e in alcune cappelle con volte a crociera
- la chiesa di San Francesco (XVII secolo), attigua al convento eretto nel 1609 dai frati francescani, ha struttura semplice con un'unica navata e due cappelle sulla sinistra
- la chiesa di San Giovanni (XIII secolo), costituita da due navate separate da archi su pilastri, con due absidi, di stile provenzale
- la chiesa di Santa Lucia (XVI secolo), minuscola e graziosa chiesa campestre circondata da un loggiato con colonne in pietra reggenti nove archi a sesto acuto; all'interno vi si conserva un pregevole pulpito ligneo
- la chiesa di San Nicola (XI-XII secolo), posta su una collina alla periferia del paese
- la chiesa di Santa Tecla (riedificata nell'Ottocento).
- la chiesa della Santissima Trinità, presso il ponte romano (XIII secolo).
- la chiesa di San Lussorio, presso la via degli orti di Gesturi (XI-XIV secolo).
- la chiesa di San Pietro, situata a cento metri a sud-est dalla parrocchia principale.
- la chiesa di San Pantaleo di Bangius: nel territorio di Bangius si stanziarono già i romani fin dal I secolo a. C. e, a quattrocento metri a nord di questa località, un piccolo centro medievale dedicò la sua chiesa a San Pantaleo.[4]
- la chiesa di San Sebastiano in Palacio: si trattava di un piccolo oratorio adiacente al palazzo di casa Zapata, forse costruito contemporaneamente a quest'ultimo. Viene ricordato in un decreto dell'arcivescovo Giovanni Maria Bua, il quale ingiungeva l'intarsatura della pietra sull'altare. Venne completamente distrutta durante alcuni restauri del palazzo Zapata nel 1903.
- la chiesa di Santa Chiara: risale alla seconda metà del XVII secolo e distava circa un kilometro dal paese, sita nell'antica via per gli orti di Gesturi. Nella strada venne collocata una croce nel 1810 a ricordo di una missione. Non vi è di essa nessuna traccia nei libri parrocchiali ma solo le vestigia di qualche embrice.
- la chiesa di Santa Rosa, presso l'antica strada per Tuili (XVII o XVIII secolo).

### Su Nuraxi
Nel suo territorio è situato Su Nuraxi, il complesso nuragico più importante della Sardegna, riconosciuto dall'UNESCO come patrimonio dell'umanità (iscrizione nel 1997).

### Palazzo Zapata e Su Nuraxi'e Cresia

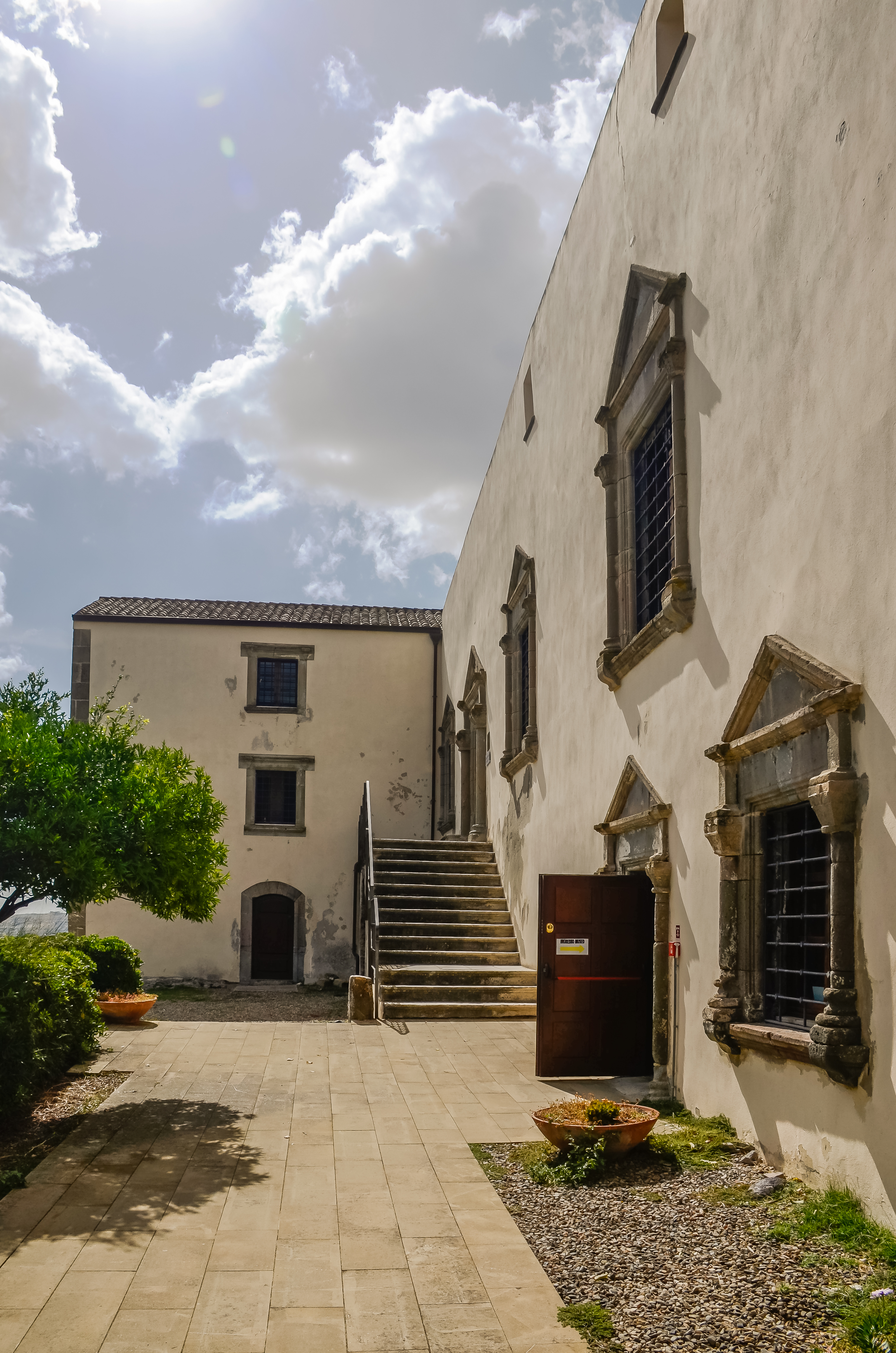
Palazzo Zapata

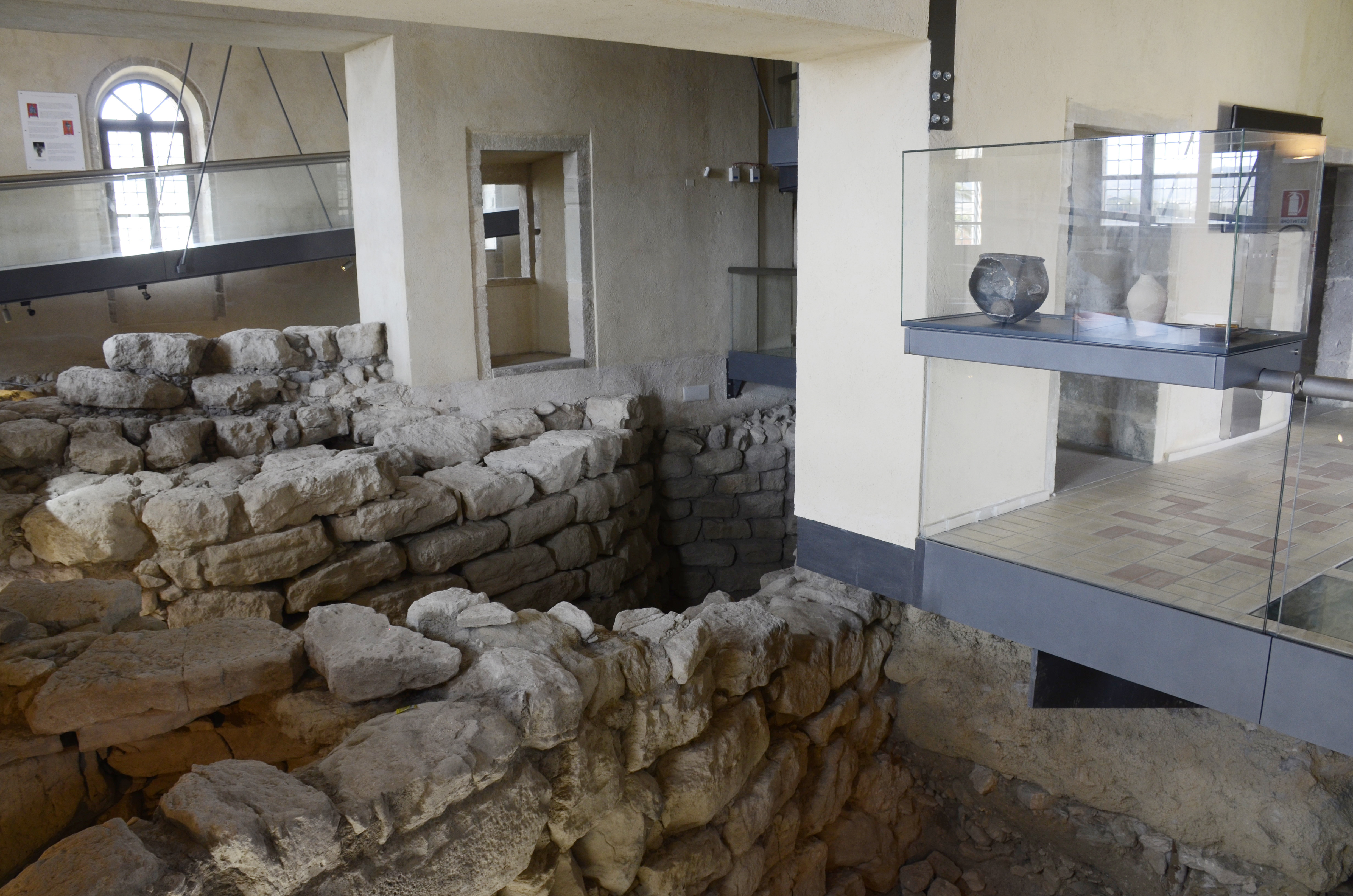
Palazzo Zapata, interno

Nel centro storico di Barumini si può ammirare palazzo Zapata, antica sede che i Marchesi, nei primi del XVII secolo, fecero costruire nel punto più alto del paese.
Durante recenti lavori di restauro del palazzo si è scoperto che il palazzo Zapata fu edificato sopra i resti ben conservati di un insediamento nuragico che l'archeologo Giovanni Lilliu, in quanto situato in prossimità della chiesa parrocchiale, ha denominato Nuraxi 'e Cresia.
Grazie ad un progetto di restauro architettonico di grande impatto scenografico e di forte suggestione elaborato dall'architetto Pietro Reali, sia il palazzo marchesale che il sottostante nuraghe, opportunamente riportato alla luce, sono diventati sede di un complesso museale (suddiviso nelle sezioni archeologia, storia ed etnografia) inaugurato il 29 luglio 2006.

## Società

### Evoluzione demografica
Abitanti censiti

### Lingue e dialetti
La variante del sardo parlata a Barumini è il campidanese occidentale.

## Cultura

### Eventi

#### Sagre e feste
- San Sebastiano Patrono, 20 gennaio
- Mostra degli ovini, Ultimi sabato e domenica di aprile
- Sant'Isidoro, 15 maggio
- Santa Lucia, Terza domenica di luglio
- San Francesco d'Assisi e Sant'Ignazio, 16-17-18 settembre

## Amministrazione
| Periodo         | Periodo         | Primo cittadino | Partito                                      | Carica  | Note   |
| --------------- | --------------- | --------------- | -------------------------------------------- | ------- | ------ |
| 23 aprile 1995  | 16 aprile 2000  | Carlo Fadda     | lista civica di centro                       | Sindaco | [ 6 ]  |
| 16 aprile 2000  | 8 maggio 2005   | Carlo Serra     | lista civica "Città Nuova"                   | Sindaco | [ 7 ]  |
| 8 maggio 2005   | 30 maggio 2010  | Emanuele Lilliu | lista civica                                 | Sindaco | [ 8 ]  |
| 30 maggio 2010  | 31 maggio 2015  | Emanuele Lilliu | lista civica "Impegno e Lealtà"              | Sindaco | [ 9 ]  |
| 31 maggio 2015  | 25 ottobre 2020 | Emanuele Lilliu | lista civica "Per Barumini Impegno e Lealtà" | Sindaco | [ 10 ] |
| 26 ottobre 2020 | in carica       | Michele Zucca   | lista civica "Per Barumini Impegno e Lealtà" | Sindaco | [ 11 ] |

## Sport
- Calcio - La Polisportiva Libertas Barumini 1960 milita nel girone B sardo di 1ª Categoria. È nata nel 1960. I colori sociali sono il giallo ed il rosso.
- Pallavolo - La Polisportiva Insieme Pallavolo Barumini disputa i campionati giovanili.

Barumini è stata sede di partenza della 3ª tappa del Giro d'Italia 2007 (Barumini-Cagliari di 181 km), vinta da Alessandro Petacchi.